# Les Grandes-Ventes
Les Grandes-Ventes is een gemeente in het Franse departement Seine-Maritime (regio Normandië) en telt 1854 inwoners (2005). De plaats maakt deel uit van het arrondissement Dieppe.

## Geografie
De oppervlakte van Les Grandes-Ventes bedraagt 24,7 km², de bevolkingsdichtheid is 75,1 inwoners per km².
De onderstaande kaart toont de ligging van Les Grandes-Ventes met de belangrijkste infrastructuur en aangrenzende gemeenten.

## Demografie
Onderstaande figuur toont het verloop van het inwonertal (bron: INSEE-tellingen).